# Genac
Genac è un comune francese soppresso e frazione del dipartimento della Charente nella regione dell'Aquitania-Limosino-Poitou-Charentes. Dal 1º gennaio 2016 si è fuso con il comune di Bignac per formare il nuovo comune di Genac-Bignac.

## Società

### Evoluzione demografica
Abitanti censiti